# Патрік Демпсі
Патрік Гейл Демпсі (англ. Patrick Galen Dempsey; Льюїстон, штат Міннесота, США) — американський актор і автогонщик, найбільш відомий завдяки своїй ролі доктора Дерека Шепарда у тривалому серіалі каналу ABC «Анатомія Грей», срібний призер гонки «24 години Ле-Мана» в класі LMGTE Am (2015).

## Раннє життя
Патрік Демпсі в дитинстві жив у Брукфілді, штат Міннесота, і навчався в середній школі Брукфілда. Будучи підлітком, він отримав третє місце серед своєї вікової групи в національному змаганні з жонглювання. У 1981 році він отримав роль в постановці Torch Song Trilogy, а в наступні кілька років продовжував грати в театрі.

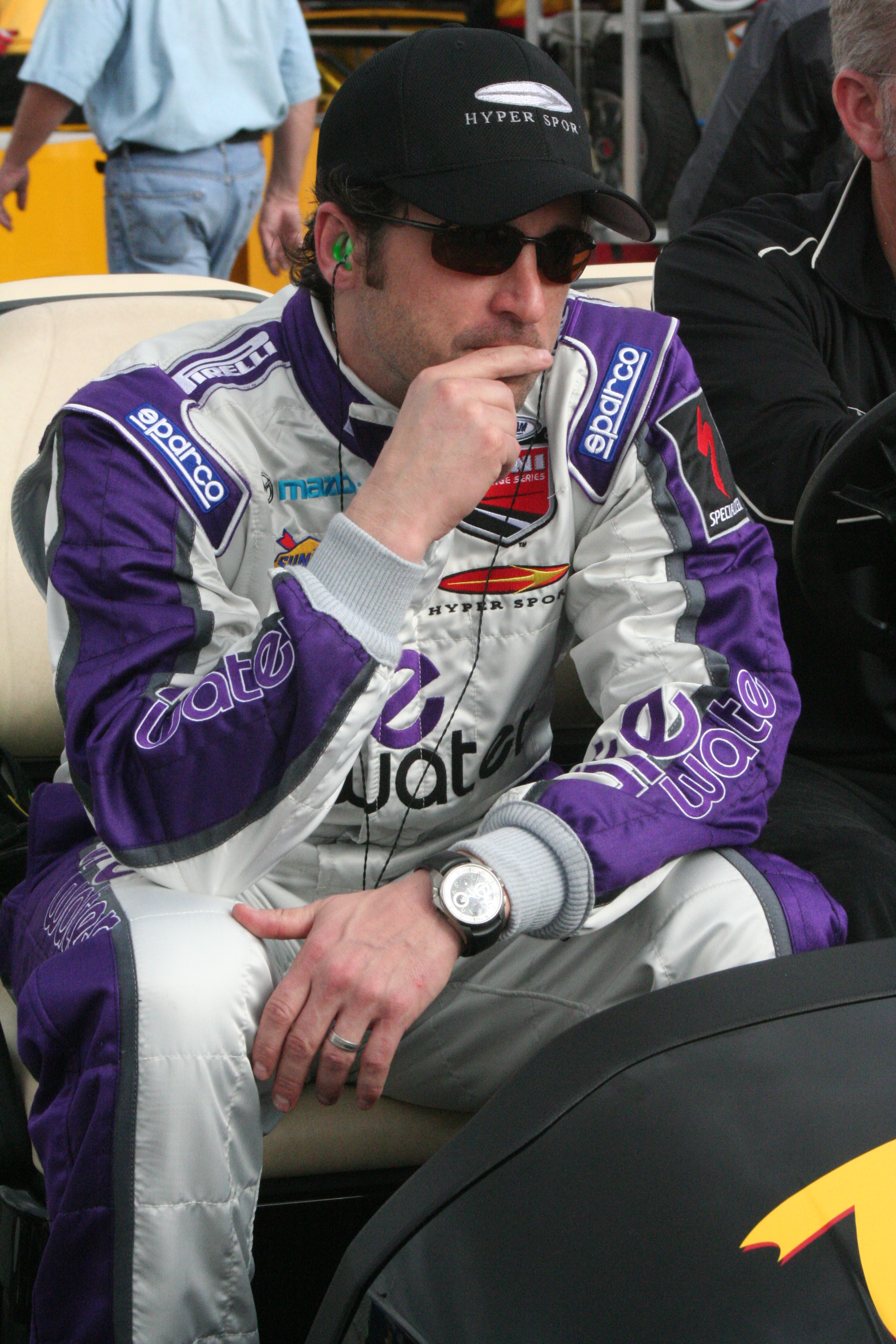
Демпсі в гонці «24 години Дайтони». 2008 рік

## Кар'єра
У 1985 році Демпсі дебютував на екрані, а два роки потому знявся з Беверлі Д'Анджело у фільмі «Під настрій», де зіграв роль її молодого залицяльника. Після цього він зіграв головні ролі у підліткових комедіях «Кохання не купиш», «Деякі дівчата», «Герой-коханець» і «Щасливі разом».
На початку дев'яностих, Демпсі намагався відійти від підліткових ролей знімаючись в драмах, хоча особливого успіху і не зміг домогтися, зокрема зігравши в розгромленому критиками фільмі «Гангстери». У підсумку частину десятиліття він, в основному, знімався у низькосортних фільмах, а також грав ролі другого плану в таких картинах як «Епідемія». На початку двохтисячних кар'єра Демпсі пішла вгору, особливо після номінації на премію «Еммі» за другорядну роль брата-шизофреніка героїні Сіли Ворд (англ. Sela Ann Ward) у серіалі «Якось і знову». На великому екрані він знявся у таких фільмах як «Крик 3» і «Стильна штучка», а на телебаченні був помітний в серіалах «Вілл і Грейс» і «Практика».
Найбільшим успіхом у кар'єрі Демпсі стала роль доктора Дерека Шепарда в серіалі Шонди Раймс «Анатомія Грей». Ця роль принесла йому премію Гільдії кіноакторів США за найкращий акторський склад в драматичному серіалі, а також дві номінації на премію «Золотий глобус» за найкращу чоловічу роль в телевізійному серіалі — драма. Також він з'явився в його спін-офі, серіалі «Приватна практика». Завдяки ролі в серіалі, Демпсі зміг повернутися на великий екран з ролями в комерційно успішних фільмах «Вільні письменники», «Зачарована», «Як відбити наречену», «День Святого Валентина» і «Трансформери: Темний бік Місяця».

## Фільмографія
| Рік       |    | Українська назва                | Оригінальна назва                        | Роль                                          |
| --------- | -- | ------------------------------- | ---------------------------------------- | --------------------------------------------- |
| 2023      | ф  | День подяки                     | Thanksgiving                             | шериф Ерік Ньюлон                             |
| 2023      | ф  | Феррарі                         | Ferrari                                  | П'єро Таруффі                                 |
| 2022      | ф  | Зачарована 2                    | Disenchanted                             | Роберт Філіп                                  |
| 2019      | с  | Мікронезійський блюз            | Micronesian Blues                        |                                               |
| 2019      | с  | Devils                          | Домінік Морган, головна роль             |                                               |
| 2005—2018 | с  | Анатомія Грей                   | Grey's Anatomy                           | лікар Дерек Шепард, основна роль 1—11 сезонів |
| 2018      | с  |                                 | The Truth About the Harry Quebert Affair | письменник Гаррі Квеберт, головна роль        |
| 2016      | ф  | Дитина Бріджит Джонс            | Bridget Jones's Baby                     | Джек                                          |
| 2009—2012 | с  | Приватна практика               | Private Practice (TV Series)             | лікар Дерек Шепард, 2 епізоди                 |
| 2011      | ф  | Трансформери: Темний бік Місяця | Transformers: Dark of the Moon           | Ділан Гулд                                    |
| 2011      | ф  | Липучка                         | Flypaper                                 | Трипп                                         |
| 2010      | ф  | День Святого Валентина          | Valentine's Day                          | лікар Гаррісон Коупленд                       |
| 2008      | ф  | Як відбити наречену             | Made of Honor                            | Том (Томас) Бейлі                             |
| 2007      | ф  | Зачарована                      | Enchanted                                | Роберт Филип                                  |
| 2007      | ф  | Вільні письменники              | Freedom Writers                          | Скотт Кейсі                                   |
| 2006      | в  | Братик ведмедик 2               | Brother Bear 2                           | Кенаї (голос)                                 |
| 2004      | с  | Юридична практика               | The Practice                             | д-р Пол Стюарт, 3 серії                       |
| 2004      | тф | Ангели із залізними щелепами    | Iron Jawed Angels                        | Бен Вайсман                                   |
| 2003      | тф |                                 | About a Boy                              | Вілл                                          |
| 2003      | с  |                                 | Karen Sisco                              | Карл Вілкенс, 1 епізод                        |
| 2003      | тф |                                 | Lucky 7                                  | Пітер Коннор                                  |
| 2002      | тф |                                 | Corsairs                                 |                                               |
| 2002      | ф  | Стильна штучка                  | Sweet Home Alabama                       | Ендрю Геннінґз                                |
| 2002      | ф  | Імператорський клуб             | The Emperor's Club                       | Луїс Масуді (у старшому віці)                 |
| 2000—2002 | с  | Якось і знову                   | Once and Again                           | Аарон Брукс, 4 серії                          |
| 2001      | тф |                                 | Chestnut Hill                            | Michael Eastman                               |
| 2001      | с  |                                 | Blonde                                   | Кесс, 2 епізоди                               |
| 2000—2001 | с  | Вілл і Грейс                    | Will & Grace                             | Метью, 3 епізоди                              |
| 2000      | ф  | Крик 3                          | Scream 3 (Scr3am)                        | детектив Марк Кінкейд                         |
| 1999      | ф  |                                 | Me and Will                              | Швидкий Едді                                  |
| 1998      | тф |                                 | Jeremiah                                 | Джеремая (Єремія)                             |
| 1998      | ф  |                                 | There's No Fish Food in Heaven           | Незнайомець                                   |
| 1998      | тф | Злочин і покарання              | Crime and Punishment                     | Родя Раскольников                             |
| 1998      | ф  | Насолода                        | The Treat                                | Майк                                          |
| 1998      | ф  | Дещо про секс                   | Denial                                   | Сем                                           |
| 1998      | тф |                                 | The Escape                               | Слейтон                                       |
| 1997      | с  | 20 000 льє під водою            | 20,000 Leagues Under the Sea             | профессор П'єр Аронакс, 2 серії               |
| 1997      | тф |                                 | Odd Jobs                                 |                                               |
| 1997      | тф |                                 | The Player                               | Гріффін Мілл                                  |
| 1997      | ф  | Басейн Х'юго                    | Hugo Pool                                | Флойд                                         |
| 1996      | тф |                                 | A Season in Purgatory                    | Гаррісон Бернс                                |
| 1996      | тф |                                 | The Right to Remain Silent               | Том Гарріс                                    |
| 1995      | тф |                                 | Bloodknot                                | Том                                           |
| 1995      | ф  | Епідемія                        | Outbreak                                 | Джімбо Скотт                                  |
| 1994      | ф  |                                 | Ava's Magical Adventure                  | Джеффрі                                       |
| 1994      | ф  | З почестями                     | With Honors                              | Еверет Келловей                               |
| 1993      | тф |                                 | For Better and for Worse                 | Роберт Фалдо                                  |
| 1993      | с  |                                 | J.F.K.: Reckless Youth                   | президент Джон Кеннеді, 2 серії               |
| 1993      | ф  | Грабіжник банків                | Bank Robber                              | Біллі                                         |
| 1993      | ф  |                                 | Face the Music                           | Чарлі Гантер                                  |
| 1991      | ф  | Гангстери                       | Mobsters                                 | Меєр Ланскі                                   |
| 1991      | с  |                                 | The General Motors Playwrights Theater   | 1 епізод                                      |
| 1991      | ф  | Біжи                            | Run                                      | Чарлі Ферроу                                  |
| 1990      | ф  | Кадилак                         | Coupe de Ville                           | Боббі (Роберт) Лібнер                         |
| 1989      | с  |                                 | The Super Mario Bros. Super Show!        | Рослина, 1 епізод                             |
| 1989      | ф  | Щасливі разом                   | Happy Together                           | Кріс (Крістофер) Вуден                        |
| 1989      | ф  | Герой-коханець                  | Loverboy                                 | Ренді Бодек                                   |
| 1988      | ф  | Деякі дівчата                   | Some Girls                               | Майкл                                         |
| 1988      | ф  |                                 | In a Shallow Grave                       | Поттер Девентрі                               |
| 1987      | ф  | Кохання не купиш                | Can't Buy Me Love                        | Рональд Міллер                                |
| 1987      | ф  |                                 | In the Mood                              | Сонні (Еллсворд) Вайскарвер                   |
| 1986      | ф  |                                 | Meatballs III: Summer Job                | Руді                                          |
| 1986      | с  | Безтурботні часи                | Fast Times                               | Майк Деймон, 7 серій                          |
| 1986      | с  | Диснейленд                      | Disneyland                               | Келлін Тейлор, 1 епізод                       |
| 1985      | ф  | Смачна гидота                   | The Stuff                                | покупець у метро                              |
| 1985      | ф  | Небеса нам допоможуть           | Heaven Help Us                           | Корбет                                        |